# Atlético Sport Aviação
L'Atlético Sport Aviação, sovint conegut com a Aviação o ASA, és un club de futbol de la ciutat de Luanda, Angola.
Va ser fundat el 1953. Fou un dels clubs més destacats del país abans de la independència amb el nom d'Atlético de Luanda. Posteriorment passà a un segon nivell fins finals dels 90, quan guanyà la copa de 1995. Els seus colors són el taronja i el negre.

## Palmarès
- Lliga angolesa de futbol: [2][3][4]
  - 2002, 2003, 2004
  - 1965, 1966, 1967, 1968 (campió colonial)
- Copa angolesa de futbol: [5][6]
  - 1995, 2005, 2010
- Supercopa angolesa de futbol: [7][8][9][10][11]
  - 1996, 2003, 2004, 2005, 2006, 2011

## Jugadors destacats
- Yamba Asha